# Dilatatiocauda plana
Dilatatiocauda plana is een eenoogkreeftjessoort uit de familie van de Porcellidiidae. De wetenschappelijke naam van de soort is voor het eerst geldig gepubliceerd in 1977 door Tiemann.